# 平原縣 (交阯)
平原縣，是明代交阯承宣布政使司下轄的一個縣，治所约在今越南河江省中部的渭川縣。
境內有平原江，自雲南歸化長官司發源，東南流70餘里。達宣光。灘多惡石，不可通筏子。

## 沿革
- 永樂五年（1407年）六月癸未置，屬宣化直隸州領，並置平原縣之北衢巡檢司[3][4]。
- 永樂六年冬十月己卯，陞交阯宣化州為宣化府[5][6][7][8][9]。
- 永樂十四年五月丙午，設交阯平原縣儒學、陰陽學[10]。